# Воля Нижня
Воля Нижня (давніше Воля Яслиська; пол. Wola Niżna) — лемківське село в Польщі, у гміні Яслиська Кросненського повіту Підкарпатського воєводства.
Населення — 274 особи (2011).

## Відомості
Первісна назва — «Іваншівка» (так і вказана у першій друкованій згадці за 1454 рік) за іменем першого солтиса Іваська (Іванша) Волоха. Населений пункт перебував на магдебурзькому праві. Згодом, вже у XVI столітті, населений пункт мав назву «Воля Яслиська». З неї 1537 року виділилась горішня частина під назвою Воля Вижня, а 1542 року римо-католицький єпископ Станіслав Тарло перевів село на волоське право і зробив власністю латинських єпископів Перемишля у так званому Панстві Яслиському.
Перемиський латинський єпископ Ян Дзядуський (Jan Dziaduski) гербу Єліта за час свого служіння підтвердив фундуші та давні привілеї православних церков у Радимні, Дальовій та Волі Яслиській.
З XVII століття село зветься Волею Нижньою.
У селі, яке мало площу 11,29 км², переважало лемківське населення. Станом на 1898 рік у Волі Нижній проживало 539 осіб (88 хат).
Кровопролитні бої точилися на околицях Волі Нижньої у часи Першої світової війни. У 1914—1915 роках на підйомі гори Камінь воювали австрійська та російська армії. Загиблих поховано у братській могилі в місцевому урочищі Чернина (пол. Czernina).
До 1945 року в селі було майже чисто лемківське населення: з 610 жителів села — 600 українців, 5 поляків і 5 євреїв. Після Другої світової війни частину лемків вивезли в СРСР, решту під час операції «Вісла» депортували на понімецькі землі. У їхніх домівках оселились поляки з Посади Яслиська і Яслиськ.
У 1975—1998 роках село належало до Кросненського воєводства.

## Демографія
Демографічна структура станом на 31 березня 2011 року:
|          | Загалом | Допрацездатний вік | Працездатний вік | Постпрацездатний вік |
| -------- | ------- | ------------------ | ---------------- | -------------------- |
| Чоловіки | 141     | 25                 | 105              | 11                   |
| Жінки    | 133     | 14                 | 93               | 26                   |
| Разом    | 274     | 39                 | 198              | 37                   |